# English Montreal School Board
Das English Montreal School Board (EMSB, frz. Commission scolaire English-Montréal) ist eine staatliche Schulbehörde in der kanadischen Provinz Québec. Sie ist für die Organisation des englischsprachigen Schulunterrichts im Zentrum und im Norden der Verwaltungsregion Montreal zuständig.

## Organisation
Am 1. Juli 1998 erfolgte im Zuge der laizistischen Schulreform in Québec die Gründung des EMSB. Mit dieser Reform wurden die bisher konfessionell getrennten Schulbehörden aufgelöst und durch neue ersetzt, die nach sprachlichen und geographischen Kriterien definiert sind. Der EMSB übernahm die anglophonen Teile der Commission des écoles catholiques de Montréal, des Protestant School Board of Greater Montreal, der Commission scolaire Sainte-Croix und der Commission scolaire Jérôme-Le Royer.
Der EMSB betreibt 40 Grundschulen, 17 Sekundarschulen, elf Schulen für Schüler mit Lernschwächen, zehn Einrichtungen für soziale Arbeit sowie elf Zentren für Berufs- und Erwachsenenbildung. Betreut werden rund 38.000 Schüler. 23 Schulräte, die von den Einwohnern des betreuten Gebiets gewählt werden, beaufsichtigen die Schulbehörde, wobei neun Räte exekutive Funktionen innehaben.
Das Einzugsgebiet umfasst:
- 14 Bezirke der Stadt Montreal: Ahuntsic-Cartierville, Anjou, Côte-des-Neiges–Notre-Dame-de-Grâce, Le Plateau-Mont-Royal, Le Sud-Ouest, Mercier–Hochelaga-Maisonneuve, Montréal-Nord, Outremont, Rivière-des-Prairies–Pointe-aux-Trembles, Rosemont–La Petite-Patrie, Saint-Laurent, Saint-Léonard, Ville-Marie, Villeray–Saint-Michel–Parc-Extension
- 6 eigenständige Gemeinden: Côte-Saint-Luc, Hampstead, Montréal-Est, Montréal-Ouest, Mont-Royal, Westmount

## Weitere Schulbehörden in Montreal
- Commission scolaire de Montréal
- Commission scolaire Marguerite-Bourgeoys
- Commission scolaire de la Pointe-de-l’Île
- Lester B. Pearson School Board